# GK Kuban Krasnodar
Der GK Kuban Krasnodar (russisch Гандбольный клуб «Кубань» Краснодар, Gandbolny klub „Kuban“ Krasnodar, „Handballclub Kuban Krasnodar“) ist ein russischer Frauen-Handballverein aus Krasnodar.

## Geschichte
Der Club wurde 1965 als GK Selchostechnika Krasnodar gegründet.

## Erfolge
- Sowjetischer Meister: 1989, 1992
- Sieger im Europapokal der Pokalsieger: 1987, 1988